# Serpente (singolo)
Serpente è un singolo della cantautrice italiana Cmqmartina, pubblicato il 30 ottobre 2020 da RCA e Sony Music.

## Tracce
Testi di Cmqmartina, musiche di Cmqmartina e Strage.
1. Serpente – 2:32

## Classifiche
| Classifica (2020) | Posizione massima |
| ----------------- | ----------------- |
| Italia            | 35                |